# Мазево-Нідербрюк
Мазево-Нідербрюк (фр. Masevaux-Niederbruck) — муніципалітет у Франції, у регіоні Гранд-Ест, департамент Верхній Рейн. Мазево-Нідербрюк утворено 1 січня 2016 року шляхом злиття муніципалітетів Мазево i Нідербрюк. Адміністративним центром муніципалітету є Мазево. Населення — 3653 особи (01.01.2021).